# Retablo de la Revolución (Sufragio efectivo no reelección)
Retablo de la Revolución (Sufragio efectivo no reelección) es un mural al fresco realizado por el arquitecto y pintor mexicano Juan O'Gorman entre 1967 y 1968. Se encuentra resguardado en el Museo Nacional de Historia.

## Historia
En 1967 el director del Museo Nacional de Historia, Antonio Arriaga Ochoa, solicitó a Juan O'Gorman la realización de un mural en el que se plasmara a Francisco I. Madero como precursor de la Revolución Mexicana para la Sala Siglo XX, mismo que sería la pieza central de este espacio. Dicha obra fue el segundo encargo que el director del museo comisionó a O'Gorman, el primero fue el Retablo de la Independencia en 1961.  Su elaboración requirió de una amplia investigación por parte del pintor, mismo que se apoyó en los investigadores del Museo, en periódicos y fotografías del momento histórico.
La realización del mural demoró un año, siendo terminado en 1968. El artista utilizó la técnica del fresco a gran escala. Como una solución a los problemas que representaba un mural al fresco en el Castillo de Chapultepec, la obra se ejecutó sobre un bastidor metálico de una pulgada afianzado al muro, con el fin de mantener la obra aislada de la humedad del edificio.

## Descripción
El episodio plasmado representa la salida de Francisco I. Madero del Castillo de Chapultepec y su llegada al Palacio Nacional. Además del episodio, O'Gorman buscó representar a los distintos sectores que apoyaron a Madero durante la contienda, así como a aquellos que gestaron el golpe de Estado en su contra. Para ello, del lado izquierdo se encuentran Victoriano Huerta, responsable del derrocamiento de Madero junto con el embajador de los Estados Unidos Henry Lane Wilson, quien apoyó a Huerta, dentro de una estructura angulosa que simula el interior de un edificio, y que permite aislar esta sección del mural; este último ofrece la banda presidencial a Huerta como representación de la intromisión del Gobierno Norteamericano. Arriba de ellos, se encuentran dos hienas alegóricas a los personajes mencionados en posición de ataque a Madero. Debajo de Huerta y Wilson se plasmaron a dos figuras que representan al pueblo mexicano reprobando los hechos acontecidos durante la Decena Trágica: un joven obrero con overol y a un niño voceador del periódico El Imparcial que anuncia la traición cometida a la vez que se burla de ellos. A un costado de la estructura, se encuentra un hombre de espaldas vestido con harapos, que representa la miseria que la población aún padecía. Frente a este se encuentra un caudillo de la Revolución sosteniendo a una niña, simbolizando a la nueva generación que creció durante la lucha.
En la parte central del mural, que ocupa la mayor parte de este se observa a Francisco I. Madero montado en un caballo blanco portando la banda presidencial; en su mano derecha porta la bandera de México, misma que portó Madero a su salida del Castillo de Chapultepec, que en ese momento desempeñaba la función de residencia presidencial y colegio militar, y que se observa al fondo de la composición. El Presidente se encuentra rodeado por cadetes militares. A su izquierda, se encuentra una mujer perteneciente al Club Político Hijas de Cuauhtémoc, José Guadalupe Posada con un grabado de Madero y Belisario Domínguez, quien sostiene una cartela con la fecha de su asesinato por pronunciar un discurso contra la usurpación huertista en la Cámara de Diputados. Detrás de él, se encuentra ilustrado el movimiento político revolucionario. La gente porta una serie de banderas y estandartes de grupos antirreeleccionistas en apoyo a Madero; de estas, se destaca la bandera rojinegra del grupo anarco-sindicalista del Partido Liberal Mexicano, fundado por los hermanos Flores Magón. A su derecha se representaron las distintas fuerzas militares que lo apoyaron: un revolucionario de la División del Norte; una coronela conocida como El santanón, y un revolucionario del Ejército del Sur. Dentro de la estructura del costado inferior derecho, se encuentran su hermano Gustavo A. Madero, su esposa Sara Pérez Romero y el vicepresidente José María Pino Suárez. Junto a ellos se encuentra una familia campesina que parecen acompañarlos en su tristeza. De forma simbólica, se encuentran tres palomas sobre ellos.
En la parte superior dos manos sostienen una cartela con el lema "Sufragio efectivo.-No reelección", mismo que Francisco I. Madero utilizó durante la Revolución. En la cartela inferior se encuentra citado Madero:

El poder absoluto corrompe a quienes lo ejercen y a quienes lo sufren. Cuando los pueblos abdican de sus libertades la fatalidad los persigue. El único sentimiento que me guía es el amor a la patria.
-Francisco I. Madero